# Tugimaantee 35
De Tugimaantee 35 is een secundaire weg in Estland. De weg loopt van Iisaku via Tudulinna naar Avinurme en is 33,5 kilometer lang. 